# Jaktvapen

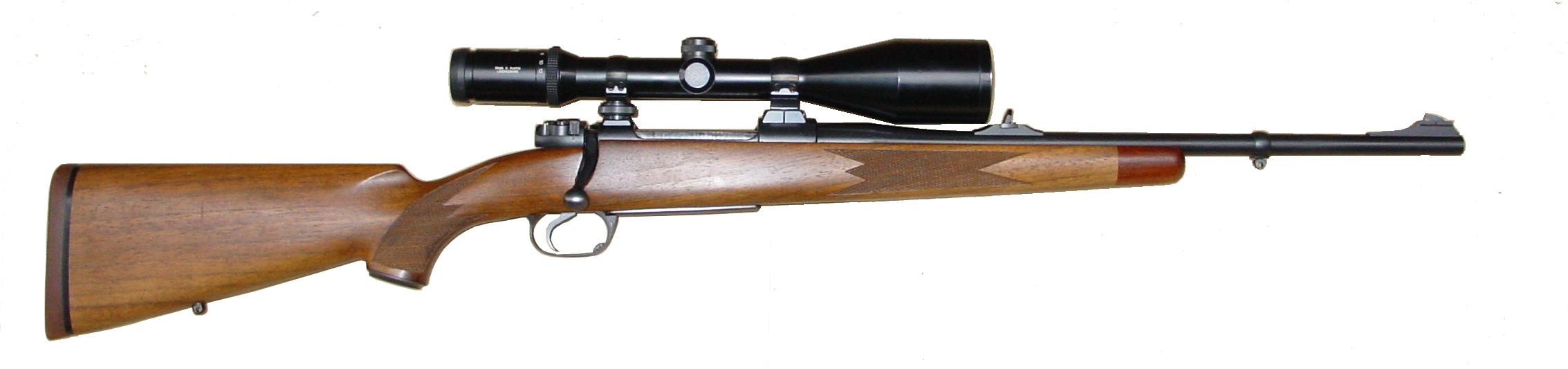
Ett modernt kulgevär.

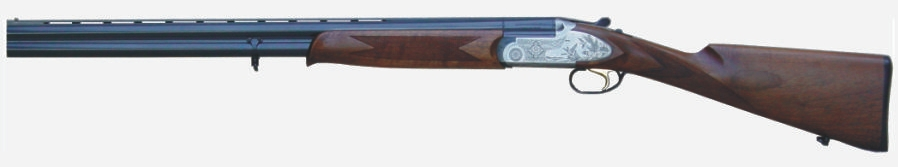
Ett hagelgevär med två pipor

Jaktvapen är idag vanligen eldhandvapen avsedda för jakt. 
Jaktvapen är de vapen som människan under årtusenden använt under jakt för att tillskansa sig föda. I början jagade man med spjut och pilbåge, senare armborst och snäppen (snäppen var ett kul-armborst för småviltjakt, med kulor av torkad lera).  
Ett unikt jaktvapen utgörs av jaktbumerangen, som användes av aboriginerna i Australien. Ett annat primitivt jaktvapen är blåsrör.
Jaktgevärens historiska utveckling går hand i hand med krigsvapnens. De äldre jaktgevären var sålunda under olika tidsperioder försedda med luntlås, hjullås, flintlås och slaglås. Först med flintlåsets uppfinning erhölls ett för jaktbruk mera användbart vapen.  Införandet av slaglåset och enhetspatronen (tändhatts- eller perkussionsantändningen) innebar ett stort framsteg eftersom man då erhöll en sådan snabbhet vid skottlossningen, att man kunde bedriva flyktskytte med större framgång.
1957–1958 kom i Sverige klassindelningen av jaktvapen. Man talar om klass 1 vapen för exempelvis älgjakt, klass 2 för rådjursjakt, klass 3 för räv och klass 4 för ripa och duva.
Genom tiderna har det funnits en mängd hagelkalibrar, och finns väl så fortfarande på sina håll. I Sverige är det kalibrarna 12, 16 och 20 som är använda i någon större omfattning vid jakt och skytte. Dessa tre kalibrar anses i stort jämbördiga och de får i Sverige användas till jakt på de djurarter som får jagas med klass 3 och 4 kulvapen + rådjur och lodjur. Klenare hagel kalibrar som 24 och 28 får användas till viss jakt här i landet, men är ovanliga.  
I USA används fortfarande kaliber 10 hagelvapen. Detta är alltså grövre än en 12. För 100 år sedan användes även ännu grövre – kaliber 8 och 4. Kaliber 4 användes i södra Afrika, och kallades roar-guns med anledning av det oväsen de gjorde. Några av dessa roar-guns har bevarats till eftervärlden av samlare.